# Handzame Classic de 2018
A 8.ª edição da clássica ciclista Handzame Classic disputou-se a 16 de março de 2018 na Bélgica sobre um percurso de 204,1 quilómetros com início na cidade de Bredene e final na cidade de Handzame.
A carreira fez parte do UCI Europe Tour de 2018, dentro da categoria 1.hc e foi vencida pelo ciclista colombiano Álvaro Hodegda equipa Quick-Step Floors. O pódio completaram-no o ciclista norueguês Kristoffer Halvorsen da Sky e o ciclista alemão Pascal Ackermann da Bora-Hansgrohe.

## Equipas participantes
Tomaram parte na carreira 22 equipas dos quais 6 foram de categoria UCI World Team, 12 de categoria Profissional Continental e 4 de categoria Continental, quem conformaram um pelotão de 146 ciclistas dos que terminaram 131. As equipas participantes foram:
| Equipes WorldTeam (6)- Quick-Step Floors - Sky - Bora-Hansgrohe - Lotto Soudal - Katusha-Alpecin - BMC Racing Team Equipes profissionais Continentais (12)- Aqua Blue Sport - WB-Aqua Protect-Veranclassic - Hagens Berman Axeon - Vital Concept - CCC Sprandi Polkowice - Wanty-Groupe Gobert - Sport Vlaanderen-Baloise - Direct Énergie - Roompot-Nederlandse Loterij - UnitedHealthcare - Delko-Marseille Provence-KTM - Israel Cycling Academy Equipes Continentais (4)- Cibel-Cebon - Tarteletto-Isorex - Development Team Sunweb - Team Joker Icopal |
| |

## Classificação final
As classificações finalizaram da seguinte forma:
| \| Classificação geral \| Classificação geral \| Classificação geral \| Classificação geral \| Classificação geral \| \| Ciclista \| Ciclista \| Equipe \| Tempo \| \| \| ------------------- \| -------------------- \| ---------------------------- \| ------------------- \| ------------------- \| \| 1. \| Álvaro Hodeg \| Quick-Step Floors \| 4h34m35s \| \| \| 2. \| Kristoffer Halvorsen \| Team Sky \| + 0s \| \| \| 3. \| Pascal Ackermann \| Bora-Hansgrohe \| + 0s \| \| \| 4. \| Matteo Pelucchi \| Bora-Hansgrohe \| + 0s \| \| \| 5. \| Adam Blythe \| Aqua Blue Sport \| + 0s \| \| \| 6. \| Kenny Dehaes \| WB-Aqua Protect-Veranclassic \| + 0s \| \| \| 7. \| Rui Oliveira \| Hagens Berman Axeon \| + 0s \| \| \| 8. \| Tanguy Turgis \| Vital Concept \| + 0s \| \| \| 9. \| Moreno Hofland \| Lotto-Soudal \| + 0s \| \| \| 10. \| Jonas Koch \| CCC Sprandi Polkowice \| + 0s \| \| |                      |                              |          |
| |                      |                              |          |
| Fonte: ProCyclingStats |                      |                              |          |
| Classificação geral |                      |                              |          |
| Ciclista | Ciclista             | Equipe                       | Tempo    |
| 1. | Álvaro Hodeg         | Quick-Step Floors            | 4h34m35s |
| 2. | Kristoffer Halvorsen | Team Sky                     | + 0s     |
| 3. | Pascal Ackermann     | Bora-Hansgrohe               | + 0s     |
| 4. | Matteo Pelucchi      | Bora-Hansgrohe               | + 0s     |
| 5. | Adam Blythe          | Aqua Blue Sport              | + 0s     |
| 6. | Kenny Dehaes         | WB-Aqua Protect-Veranclassic | + 0s     |
| 7. | Rui Oliveira         | Hagens Berman Axeon          | + 0s     |
| 8. | Tanguy Turgis        | Vital Concept                | + 0s     |
| 9. | Moreno Hofland       | Lotto-Soudal                 | + 0s     |
| 10. | Jonas Koch           | CCC Sprandi Polkowice        | + 0s     |

## UCI World Ranking
A Handzame Classic outorga pontos para o UCI Europe Tour de 2018 e o UCI World Ranking, este último para corredores das equipas nas categorias UCI World Team, Profissional Continental e Equipas Continentais. As seguintes tablan mostram o barómetro de pontuação e os 10 corredores que obtiveram mais pontos:
| Posição             | 1.ª | 2.ª | 3.ª | 4.ª | 5.ª | 6.ª | 7.ª | 8.ª | 9.ª | 10.ª | 11.ª | 12.ª | 13.ª | 14.ª | 15.ª | 16.ª-29.ª | 31.ª-40.ª |
| Classificação geral | 200 | 150 | 125 | 100 | 85  | 70  | 60  | 50  | 40  | 35   | 30   | 25   | 20   | 15   | 10   | 5         | 3         |

| 1.º  | Álvaro Hodeg         | Quick-Step Floors            | 200 |
| 2.º  | Kristoffer Halvorsen | Sky                          | 150 |
| 3.º  | Pascal Ackermann     | Bora-Hansgrohe               | 125 |
| 4.º  | Matteo Pelucchi      | Bora-Hansgrohe               | 100 |
| 5.º  | Adam Blythe          | Aqua Blue Sport              | 85  |
| 6.º  | Kenny Dehaes         | WB-Aqua Protect-Veranclassic | 70  |
| 7.º  | Rui Oliveira         | Hagens Berman Axeon          | 60  |
| 8.º  | Tanguy Turgis        | Vital Concept                | 50  |
| 9.º  | Moreno Hofland       | Lotto Soudal                 | 40  |
| 10.º | Jonas Koch           | CCC Sprandi Polkowice        | 35  |